# آرشي بار
آرشي بار (بالإنجليزية: Archie Parr)‏ هو سياسي أمريكي، ولد في 25 ديسمبر 1860 في الولايات المتحدة، وتوفي في 18 أكتوبر 1942 في نفس البلد. حزبياً، نشط في الحزب الديمقراطي. وقد انتخب عضو مجلس ولاية تكساس.